# Caesio striata
El fusilero estriado (Caesio striata) es un pez con aletas radiadas de la familia Caesionidae, orden Perciformes, que se encuentra en el océano Índico occidental y el océano Pacífico.

## Anatomía
Caesio striata puede alcanzar una longitud máxima de 25 cm. Visto de lado, el cuerpo del pez tiene una forma normal, visto desde arriba, la forma se caracteriza mejor como robusta. La cabeza es más o menos recta. Los ojos son de forma normal y son simétricos.
El pez tiene una línea lateral, una aleta dorsal y una aleta anal. Hay 10 espinas y 14 a 16 radios en la aleta dorsal y 3 espinas y 12 radios en la aleta anal.

## Comportamiento
Caesio striata es un pez de agua salada que vive en climas tropicales. La especie se encuentra principalmente en mares y arrecifes de coral. La profundidad a la que se encuentra la especie es de entre 2 y 30 m.
La dieta del pez consiste principalmente en alimentos de origen animal, de los que se alimenta filtrando selectivamente el plancton del agua.
La especie no aparece en la Lista Roja de la UICN.